# Santa Maria de Viseu
Santa Maria de Viseu is een plaats (freguesia) in de Portugese gemeente Viseu en telt 7130 inwoners (2001).